# Bill Roberts
Bill Roberts (Reino Unido, 5 de abril de 1912-5 de diciembre de 2001) fue un atleta británico, especialista en la prueba de 4 x 400 m en la que llegó a ser campeón olímpico en 1936.

## Carrera deportiva
En los JJ. OO. de Berlín 1936 ganó la medalla de oro en los relevos 4 x 400 metros, con un tiempo de 3:09.0 segundos, llegando a meta por delante de Estados Unidos (plata) y Alemania (bronce), siendo sus compañeros de equipo: Godfrey Rampling, Freddie Wolf y Godfrey Brown.